# MLB All-Star Game 2010
Das MLB All-Star Game 2010 war die 81. Austragung des Major League Baseball All-Star Game zwischen den Auswahlteams der American League (AL) und der National League (NL). Es fand am 13. Juni 2010 im Angel Stadium in Anaheim statt. Das Team der National League gewann zum ersten Mal seit 1996 und sicherte damit dem Vertreter der NL in der World Series 2010 den Heimvorteil. Vor dem Spiel fand eine kurze Gedenkveranstaltung für George Steinbrenner, den Eigentümer der New York Yankees statt, der am Morgen des Spiels verstorben war.

## Neue Regeln
2010 griffen erstmals einige neuen Regeln für das All-Star Game. Der Designated Hitter, der während der Saison nur in der AL zum Einsatz kommt, ist nun auch fester Bestandteil des Teams der National League. Zuvor hing die Verwendung des Designated Hitters (DH) davon ab, ob das All-Star Game im Stadion eines American-League-Teams (dann mit DH) oder eines National-League-Teams (dann ohne DH) stattfand. Wie bisher wird der DH des AL-Teams von den Fans gewählt, während derjenige des NL-Teams von dessen Manager aus einer Liste gewählter Spieler bestimmt wird.
Das Roster der Teams wurde auf 34 Spieler erhöht. Pitcher, die in der regulären Saison im Sonntagsspiel unmittelbar vor dem All-Star Game gestartet sind, können nicht im Spiel als Pitcher eingesetzt werden. Diese Regel betraf in diesem Jahr drei Spieler des AL-Teams: Trevor Cahill, C.C. Sabathia und Jered Weaver. Sie gelten gleichwohl als All-Stars.
Schließlich wurde die Regel erweitert, der zufolge ein Spieler, der bereits ausgewechselt worden ist, nochmals im Spiel eingesetzt werden kann. Nunmehr kann der Manager einen schon aus dem Spiel genommenen Feldspieler wieder einsetzen, wenn der letzte verfügbare Spieler für die fragliche Position eine Verletzung erlitten hat.

## Rahmenveranstaltungen
In der Woche des All-Star Games fand das All-Star Fan Fest im Anaheim Convention Center statt. Am 11. Juli wurde das All-Star Futures Game und das All-Star Legends and Celebrity Softball Game durchgeführt. Am 12. Juni fand im Angel Stadium das MLB Home Run Derby 2010 statt, das David Ortiz gewann.

## Letzter Roster-Platz
Nach der Bekanntgabe der Roster fand eine zweite Abstimmung statt, um den jeweils letzten verbleibenden Platz im Roster zu vergeben. Die Online-Abstimmung lief vom 4. bis 8. Juli 1010. Die Sieger waren Nick Swisher von den New York Yankees und Joey Votto von den Cincinnati Reds.
| Spieler         | Team            | Pos.            | Spieler                 | Team            | Pos.            |
| American League | American League | American League | National League         | National League | National League |
| --------------- | --------------- | --------------- | ----------------------- | --------------- | --------------- |
| Nick Swisher    | NYY             | OF              | Joey Votto              | CIN             | 1B              |
| Paul Konerko    | CWS             | 1B              | Heath Bell              | SD              | P               |
| Delmon Young    | MIN             | OF              | Carlos Eduardo González | COL             | OF              |
| Michael Young   | TEX             | 3B              | Billy Wagner            | ATL             | P               |
| Kevin Youkilis  | BOS             | 1B              | Ryan Zimmerman          | WAS             | 3B              |

## Roster

### American League
| Gewählte Startspieler | Gewählte Startspieler | Gewählte Startspieler | Gewählte Startspieler |
| Position              | Spieler               | Team                  | All-Star Games        |
| --------------------- | --------------------- | --------------------- | --------------------- |
| C                     | Joe Mauer             | Twins                 | 4                     |
| 1B                    | Justin Morneau        | Twins                 | 4                     |
| 2B                    | Robinson Canó         | Yankees               | 2                     |
| 3B                    | Evan Longoria         | Rays                  | 3                     |
| SS                    | Derek Jeter           | Yankees               | 11                    |
| OF                    | Carl Crawford         | Rays                  | 4                     |
| OF                    | Josh Hamilton         | Rangers               | 3                     |
| OF                    | Ichirō Suzuki         | Mariners              | 10                    |
| DH                    | Vladimir Guerrero Sr. | Rangers               | 9                     |

#### Ersatzspieler
| Pitcher  | Pitcher          | Pitcher   | Pitcher        |
| Position | Spieler          | Team      | All-Star Games |
| -------- | ---------------- | --------- | -------------- |
| P        | Andrew Bailey    | Athletics | 2              |
| P        | Clay Buchholz    | Red Sox   | 1              |
| P        | Trevor Cahill    | Athletics | 1              |
| P        | Fausto Carmona   | Indians   | 1              |
| P        | Neftali Feliz    | Rangers   | 1              |
| P        | Phil Hughes      | Yankees   | 1              |
| P        | Cliff Lee        | Rangers   | 2              |
| P        | Jon Lester       | Red Sox   | 1              |
| P        | Andy Pettitte    | Yankees   | 3              |
| P        | David Price      | Rays      | 1              |
| P        | Mariano Rivera   | Yankees   | 11             |
| P        | C.C. Sabathia    | Yankees   | 4              |
| P        | Joakim Soria     | Royals    | 2              |
| P        | Rafael Soriano   | Rays      | 1              |
| P        | Matt Thornton    | White Sox | 1              |
| P        | José Valverde    | Tigers    | 2              |
| P        | Justin Verlander | Tigers    | 3              |
| P        | Jered Weaver     | Angels    | 1              |

| Feldspieler | Feldspieler     | Feldspieler | Feldspieler    |
| Position    | Spieler         | Team        | All-Star Games |
| ----------- | --------------- | ----------- | -------------- |
| C           | John Buck       | Blue Jays   | 1              |
| C           | Víctor Martínez | Red Sox     | 4              |
| 1B          | Miguel Cabrera  | Tigers      | 5              |
| 1B          | Paul Konerko    | White Sox   | 4              |
| 2B          | Ian Kinsler     | Rangers     | 2              |
| 2B          | Dustin Pedroia  | Red Sox     | 3              |
| 3B          | Adrián Beltré   | Red Sox     | 1              |
| 3B          | Alex Rodríguez  | Yankees     | 13             |
| SS          | Elvis Andrus    | Rangers     | 1              |
| INF         | Ty Wigginton    | Orioles     | 1              |
| OF          | José Bautista   | Blue Jays   | 1              |
| OF          | Torii Hunter    | Angels      | 4              |
| OF          | Nick Swisher    | Yankees     | 1              |
| OF          | Vernon Wells    | Blue Jays   | 3              |
| DH          | David Ortiz     | Red Sox     | 5              |

### National League
| Gewählte Startspieler | Gewählte Startspieler | Gewählte Startspieler | Gewählte Startspieler |
| Position              | Spieler               | Team                  | All-Star Games        |
| --------------------- | --------------------- | --------------------- | --------------------- |
| C                     | Yadier Molina         | Cardinals             | 2                     |
| 1B                    | Albert Pujols         | Cardinals             | 9                     |
| 2B                    | Chase Utley           | Phillies              | 5                     |
| 3B                    | David Wright          | Mets                  | 5                     |
| SS                    | Hanley Ramírez        | Marlins               | 3                     |
| OF                    | Ryan Braun            | Brewers               | 3                     |
| OF                    | Andre Ethier          | Dodgers               | 1                     |
| OF                    | Jason Heyward         | Braves                | 1                     |

#### Ersatzspieler
| Pitcher  | Pitcher          | Pitcher   | Pitcher        |
| Position | Player           | Team      | All-Star Games |
| -------- | ---------------- | --------- | -------------- |
| P        | Heath Bell       | Padres    | 2              |
| P        | Jonathan Broxton | Dodgers   | 2              |
| P        | Matt Capps       | Nationals | 1              |
| P        | Chris Carpenter  | Cardinals | 3              |
| P        | Yovani Gallardo  | Brewers   | 1              |
| P        | Roy Halladay     | Phillies  | 7              |
| P        | Tim Hudson       | Braves    | 3              |
| P        | Ubaldo Jiménez   | Rockies   | 1              |
| P        | Josh Johnson     | Marlins   | 2              |
| P        | Hong-Chih Kuo    | Dodgers   | 1              |
| P        | Tim Lincecum     | Giants    | 3              |
| P        | Evan Meek        | Pirates   | 1              |
| P        | Arthur Rhodes    | Reds      | 1              |
| P        | Billy Wagner     | Braves    | 7              |
| P        | Adam Wainwright  | Cardinals | 1              |
| P        | Brian Wilson     | Giants    | 2              |

| Feldspieler | Feldspieler      | Feldspieler  | Feldspieler    |
| Position    | Spieler          | Team         | All-Star Games |
| ----------- | ---------------- | ------------ | -------------- |
| C           | Brian McCann     | Braves       | 5              |
| 1B          | Adrián González  | Padres       | 3              |
| 1B          | Ryan Howard      | Phillies     | 3              |
| 1B          | Joey Votto       | Reds         | 1              |
| 2B          | Brandon Phillips | Reds         | 1              |
| 2B          | Martín Prado     | Braves       | 1              |
| 3B          | Scott Rolen      | Reds         | 6              |
| SS          | Rafael Furcal    | Dodgers      | 2              |
| SS          | José Reyes       | Mets         | 3              |
| SS          | Troy Tulowitzki  | Rockies      | 1              |
| INF         | Omar Infante     | Braves       | 1              |
| OF          | Michael Bourn    | Astros       | 1              |
| OF          | Marlon Byrd      | Cubs         | 1              |
| OF          | Corey Hart       | Brewers      | 2              |
| OF          | Matt Holliday    | Cardinals    | 4              |
| OF          | Chris Young      | Diamondbacks | 1              |

## Spiel

### Startaufstellung
| National League | National League | National League | National League | American League | American League       | American League | American League |
|                 | Spieler         | Team            | Position        |                 | Player                | Team            | Position        |
| --------------- | --------------- | --------------- | --------------- | --------------- | --------------------- | --------------- | --------------- |
| 1               | Hanley Ramírez  | Marlins         | SS              | 1               | Ichirō Suzuki         | Mariners        | RF              |
| 2               | Martín Prado    | Braves          | 2B              | 2               | Derek Jeter           | Yankees         | SS              |
| 3               | Albert Pujols   | Cardinals       | 1B              | 3               | Miguel Cabrera        | Tigers          | 1B              |
| 4               | Ryan Howard     | Phillies        | DH              | 4               | Josh Hamilton         | Rangers         | CF              |
| 5               | David Wright    | Mets            | 3B              | 5               | Vladimir Guerrero Sr. | Rangers         | DH              |
| 6               | Ryan Braun      | Brewers         | LF              | 6               | Evan Longoria         | Rays            | 3B              |
| 7               | Andre Ethier    | Dodgers         | CF              | 7               | Joe Mauer             | Twins           | C               |
| 8               | Corey Hart      | Brewers         | RF              | 8               | Robinson Canó         | Yankees         | 2B              |
| 9               | Yadier Molina   | Cardinals       | C               | 9               | Carl Crawford         | Rays            | LF              |
|                 | Ubaldo Jimenez  | Rockies         | P               |                 | David Price           | Rays            | P               |

### Spielzusammenfassung
| Team            | 1 | 2 | 3 | 4 | 5 | 6 | 7 | 8 | 9 | R | H | E |
| --------------- | - | - | - | - | - | - | - | - | - | - | - | - |
| National League | 0 | 0 | 0 | 0 | 0 | 0 | 3 | 0 | 0 | 3 | 7 | 1 |
| American League | 0 | 0 | 0 | 0 | 1 | 0 | 0 | 0 | 0 | 1 | 6 | 0 |

WP: Matt Capps (WSH)   LP: Phil Hughes (NYY)  SV: Jonathan Broxton (LAD)  
Spieldauer: 2:59. Zuschauer: 45.408
Die erste Spielhälfte wurde von den Pitchern beherrscht. Im fünften Inning hatte die NL Baserunner auf den Ecken, konnte aber keinen Run erzielen. Die AL hingegen schaffte im gleichen Inning den ersten Run durch Evan Longoria. Spielentscheidend war das siebte Inning. Phil Hughes ließ zwei Singles zu und wurde durch Matt Thornton ersetzt, der zwar das nächste Out durch einen Pop Up von Chris Young erreichte, dann aber durch einen Walk von Marlon Byrd die Bases lud. Ein Double von Brian McCann erlaubte alle drei Spielern auf Base den Lauf zur Homeplate und brachte den Spielstand auf 3-1 für die National League. Spannend wurde es noch einmal im neunten Inning. Gegen NL-Pitcher Jonathan Broxton erreichte David Ortiz ein Single. Obwohl er nicht der schnellste ist, verzichtete AL-Manager Joe Girardi darauf, Alex Rodríguez als Pinch Runner einzusetzen. Nach einem Strikeout von Adrian Beltre schlug John Buck zwar ein Single, doch wurde David Ortiz auf dem Weg zu zweiten Base von Marlon Byrd aus geworfen. Als letzter Batter kam Ian Kinsler ans Schlagmal, der mit einem Fly Ball ins Centerfield das Spiel beendete und die Niederlage der AL besiegelte.